# Дмитриев, Тимофей Павлович
Тимофей Павлович Дмитриев 1 февраля 1893, село Грибаново, Глумовская волость, Юрьевский уезд, Владимирская губерния — 25 января 1963, Москва) — учитель, затем советский писатель-прозаик.

## Биография
Родился в селе Грибаново Глумовской волости Юрьевский уезд Владимирской губернии в  крестьянской семье. В 1896 году семья переехала жить в село Иворово Городищенской волости. Начальное образование получил в церковно-приходской школе, а затем в двухклассном училище села Бережок. После окончания училища был принят на учёбу в Пензенскую учительскую семинарию, после окончания которой работал по специальности в Пензенском уезде. С началом Первой мировой войны стал солдатом царской армии, принимал личное участие в боевых действиях.
После войны он вернулся на свою малую родину, где продолжал работать учителем. В период революции и гражданской войны был волостным школьным инструктором, председателем уездной чрезвычайной комиссии по ликвидации безграмотности. Осенью 1921 года Дмитриев уезжает в Москву и занялся писательским трудом. Участвовал в работе нескольких литературных студий и объединений, познакомился с московскими писателями и поэтами. Первые публикации Т. П. Дмитриева относятся к 1923 году. 
Самым заметным из его произведений стал роман «Зелёная зыбь», рассказывающий о зелёном движении первых лет Советской власти на территории Владимиро-Суздальского ополья и окрестных земель. Роман сначала вышел в журнале «Октябрь» (№№ 3,4,5,6 за 1926 год), а затем в 1927 в издательстве «Прибой» (Ленинград) и в 1929 в издательстве «Земля и Фабрика» выдержал два отдельных издания. В 1935 году Т. Дмитриев был принят в Союз писателей СССР.
После Великой Отечественной войны работал в журнале «Новый мир», много печатался в журнале «Рыболов-спортсмен». Жил в Москве на Котельнической набережной, до этого — на улице Петровка.